# アルスタハウグ
アルスタハウグ（ノルウェー語: Alstahaug）は、ノルウェーのヌールラン県にある基礎自治体（以下、便宜上「市」と表記する）。ヘルゲラン地域に属する。行政の中心地はサンネシェーン町。

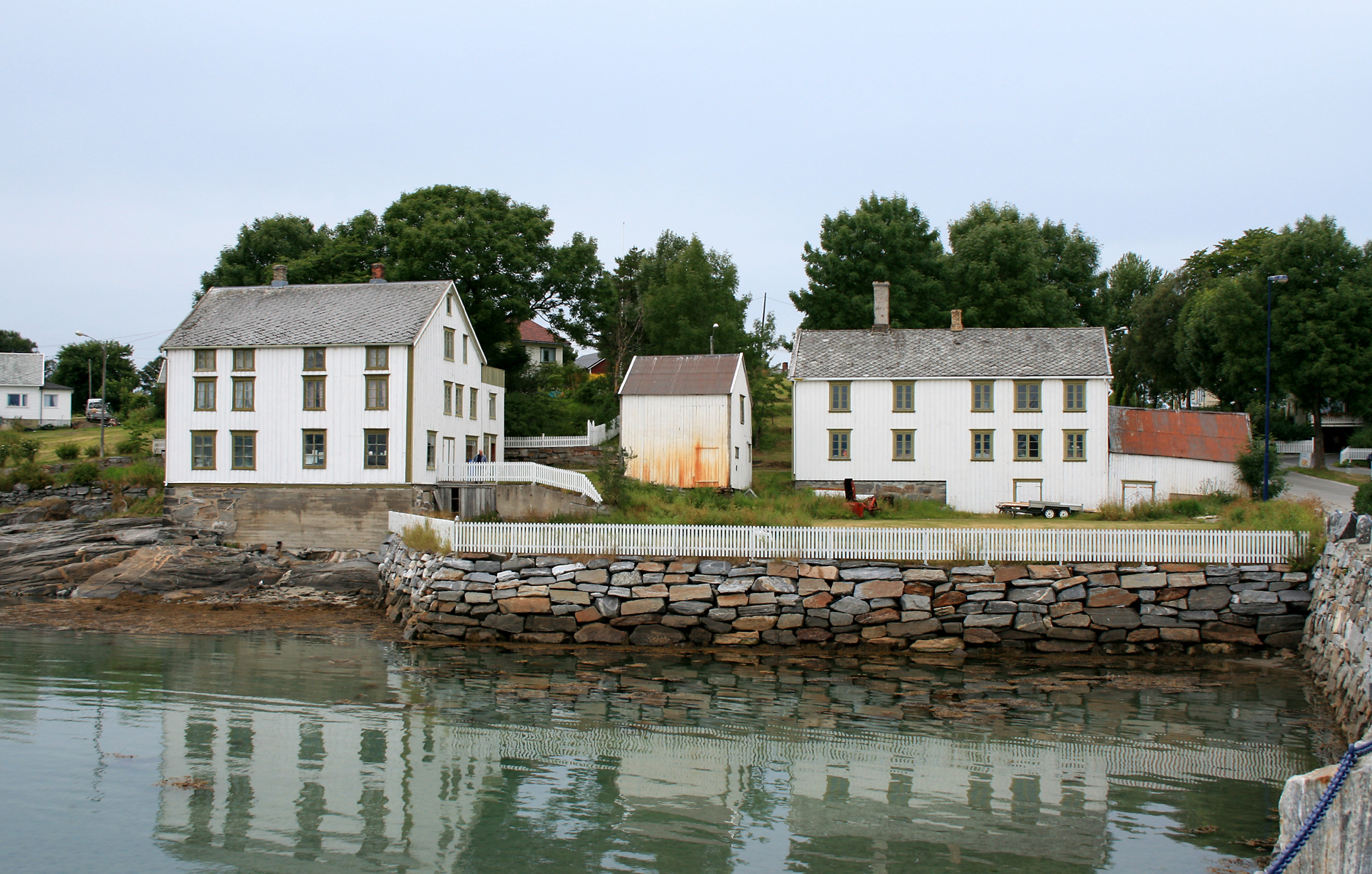
ショッタ島の古い交易所

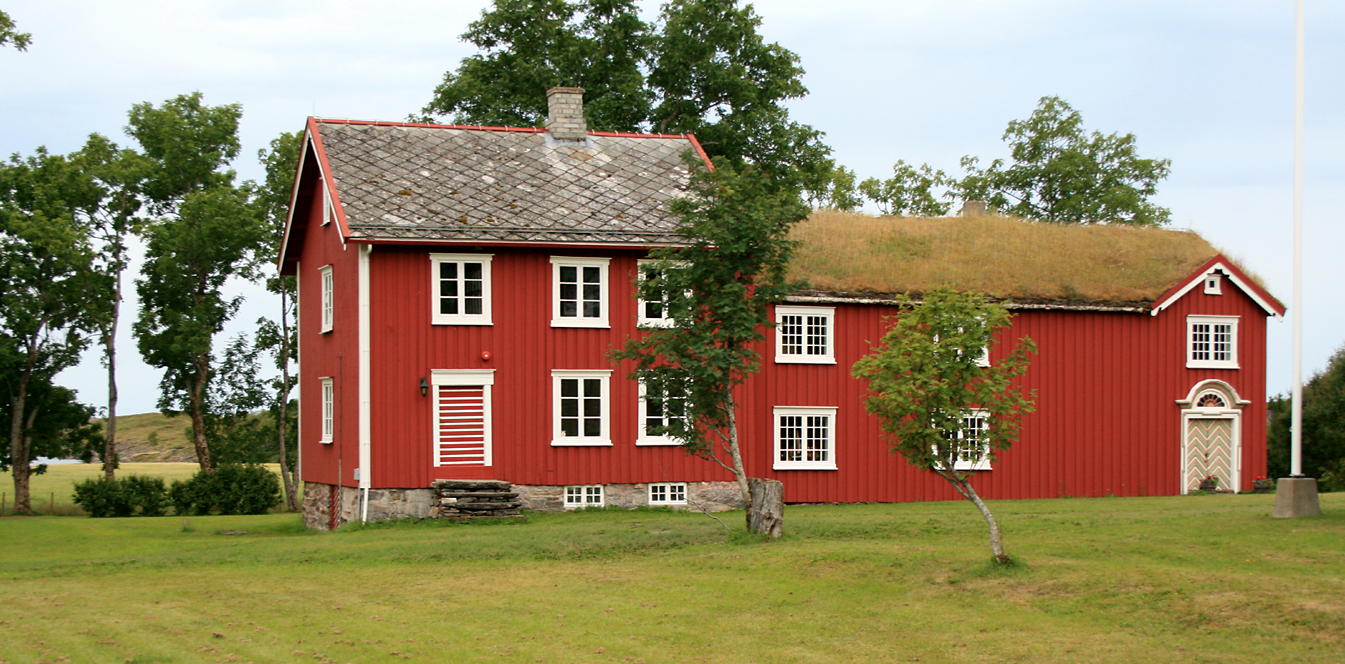
かつての有力者の邸宅

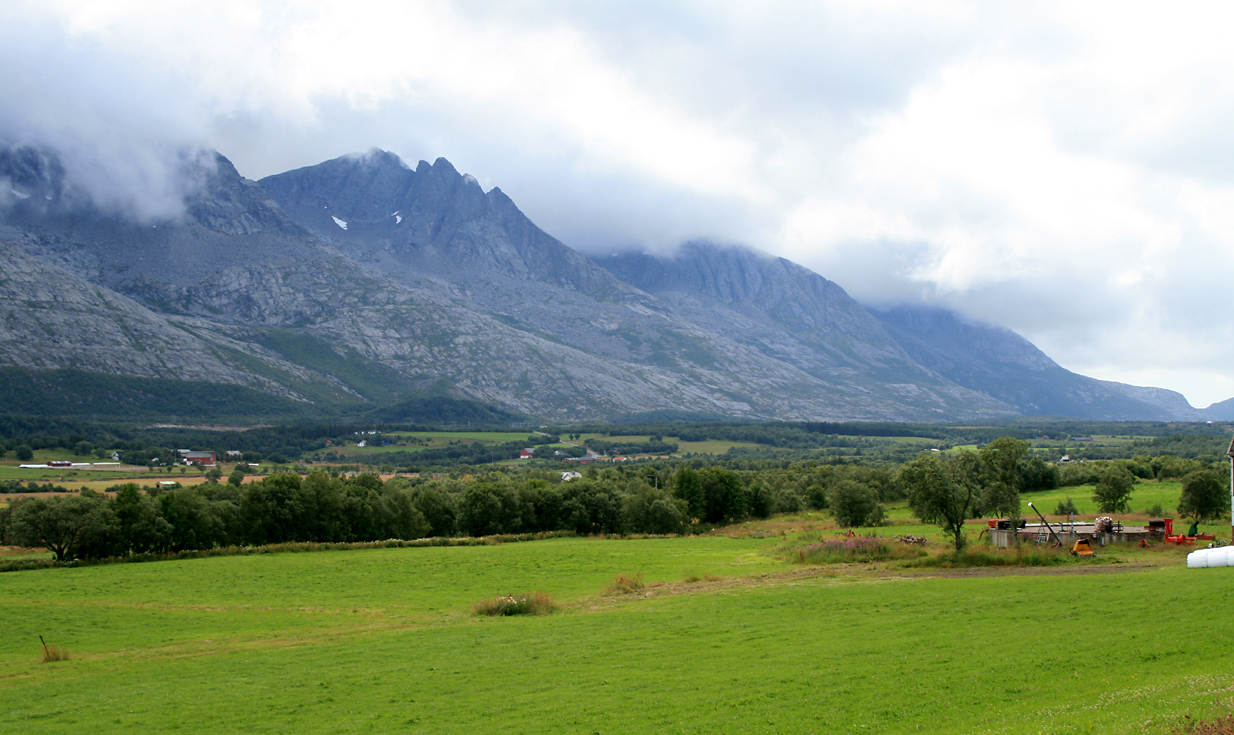
「七姉妹」に抱かれた平地

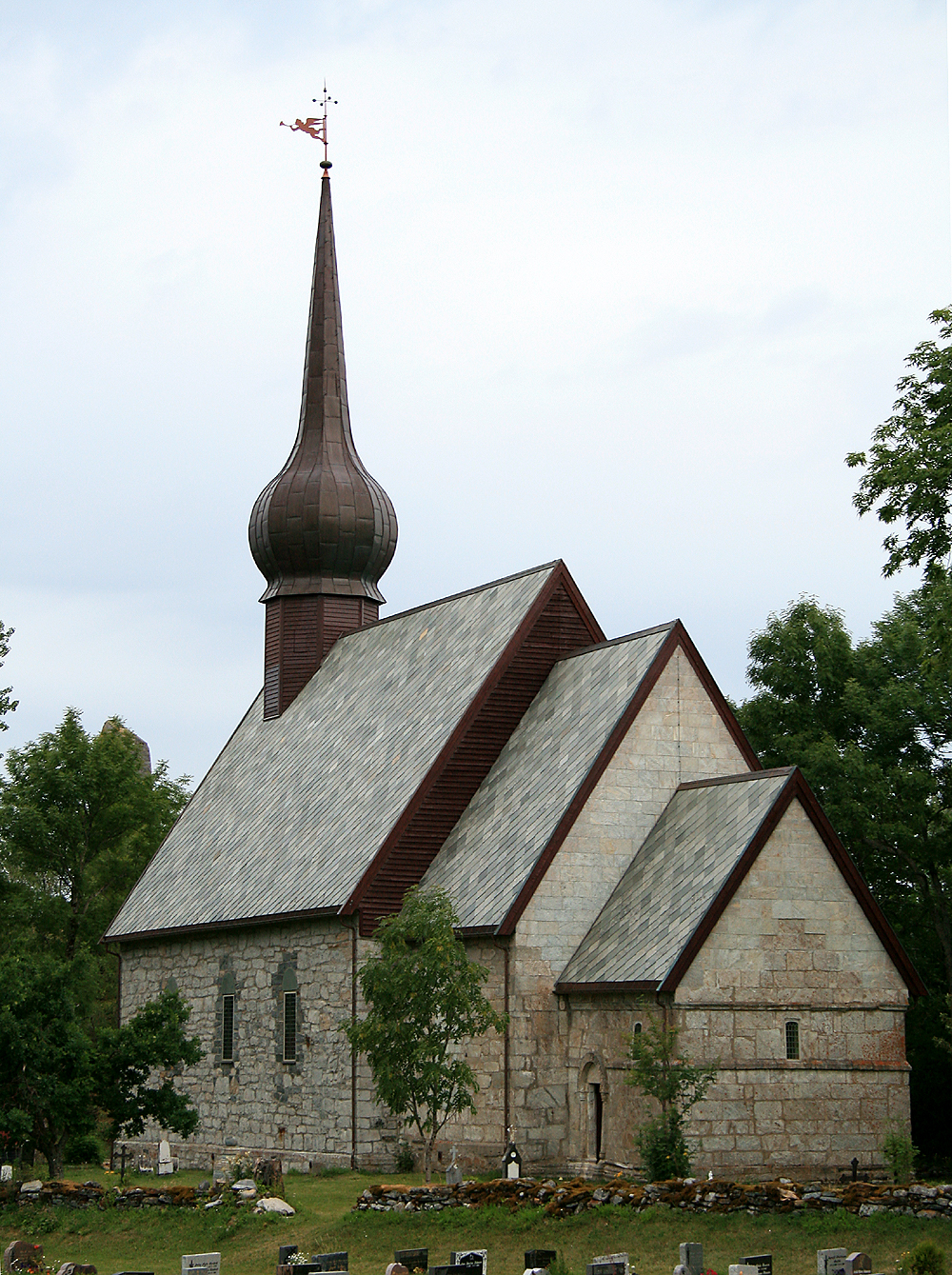
中世のアルスタハウグ教会

サンネシェーン町のあるアルステン島には地元で「七姉妹」と呼ばれる連山があり、とりわけ二つの頂は「双子の姉妹」と形容される。多くの鳥が生息する浜辺にはバードウォッチャーが訪れる。
島と本土とはヘルゲラン橋梁で繋がっており、国道17号線が通っている。

## 基礎情報

### 地名
元々は教区だったアルスタハウグは、この地に初めて教会が建てられたときからあったアルスタハウグ農場（古ノルド語：Alastarhaugr）にちなみ名付けられた。最初の部分はアルステン島の古い呼び名であるAlöstの属格で、最後のhaugrは「丘」を意味する。

## 紋章
1986年8月8日に国王の認可を得た現在の紋章には、フィヨルドの水面に映える「七姉妹」が描かれている。

## 歴史
1838年1月1日に設立され、1862年にヘロイとショッタ（1916年にはショッタからヴェヴェルスターが分離）、1899年にはサンネシェーン（1899年にはそこからレイルフィヨルドが分離）がそれぞれ分離したが、ショッタとサンネシェーンは1965年1月1日にアルスタハウグに再統合された。1864年にはヌールヴィク地域がヘロイへ、1995年には本土地域がヴェフスンに移管された。
アルステン島のはずれには、詩人で牧師のペテル・ダスが1700年ごろに仕えた中世の教会がある。ショッタ島には11世紀にバイキングのホレクが住んでいた。

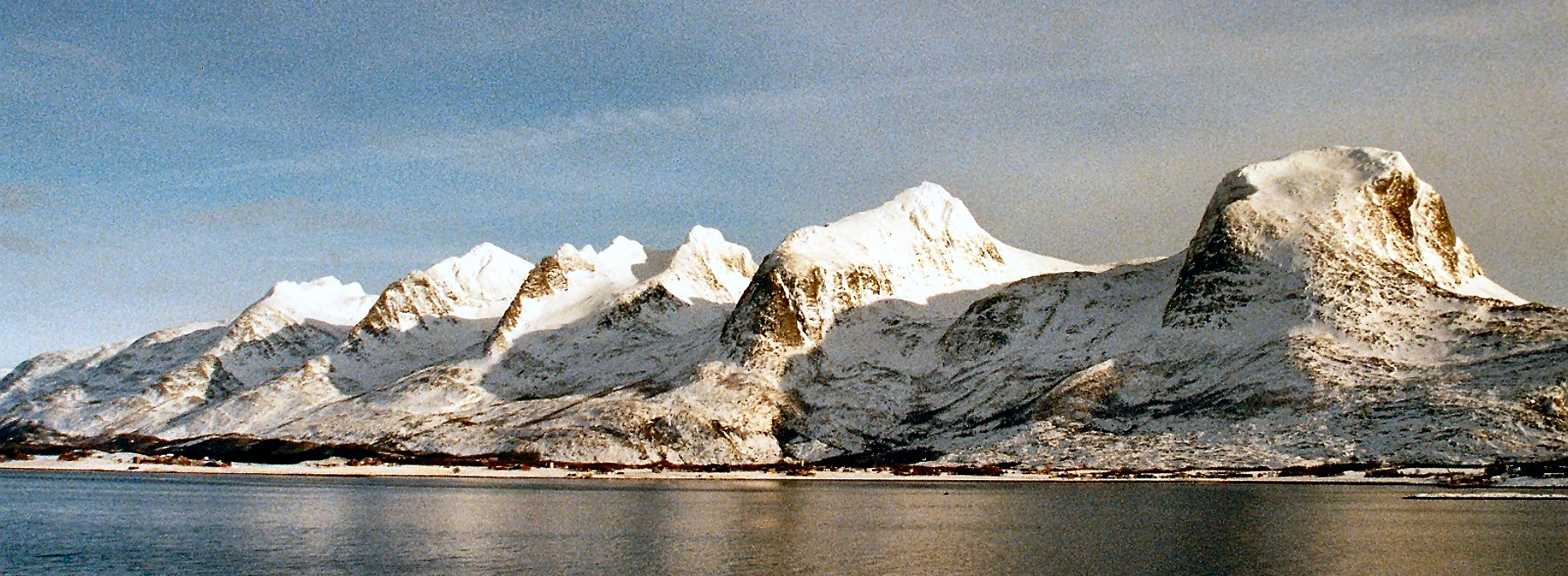
「七姉妹」

## 気候
気候は海洋性で、2月が最も寒く8月が最も暖かい。10月と5月が同じくらいの気温になる。年間降水量はサンネシェーンで1510mm、ショッタ島で1020mm。9月から1月に月平均150mm降るのに対し、5月から6月には同60mmから70mmしか降らない。
| 最近10年間のサンネシェーンの気候 | 最近10年間のサンネシェーンの気候 | 最近10年間のサンネシェーンの気候 | 最近10年間のサンネシェーンの気候 | 最近10年間のサンネシェーンの気候 | 最近10年間のサンネシェーンの気候 | 最近10年間のサンネシェーンの気候 | 最近10年間のサンネシェーンの気候 | 最近10年間のサンネシェーンの気候 | 最近10年間のサンネシェーンの気候 | 最近10年間のサンネシェーンの気候 | 最近10年間のサンネシェーンの気候 | 最近10年間のサンネシェーンの気候 | 最近10年間のサンネシェーンの気候 |
| 月                               | 1月                              | 2月                              | 3月                              | 4月                              | 5月                              | 6月                              | 7月                              | 8月                              | 9月                              | 10月                             | 11月                             | 12月                             | 年                               |
| -------------------------------- | -------------------------------- | -------------------------------- | -------------------------------- | -------------------------------- | -------------------------------- | -------------------------------- | -------------------------------- | -------------------------------- | -------------------------------- | -------------------------------- | -------------------------------- | -------------------------------- | -------------------------------- |
| 平均最高気温 °C （°F）           | 2 (36)                           | −1 (30)                          | 1 (34)                           | 6 (43)                           | 11 (52)                          | 12 (54)                          | 15 (59)                          | 15 (59)                          | 13 (55)                          | 10 (50)                          | 7 (45)                           | 4 (39)                           | 7.9 (46.3)                       |
| 平均最低気温 °C （°F）           | 0 (32)                           | −4 (25)                          | −2 (28)                          | 2 (36)                           | 7 (45)                           | 8 (46)                           | 11 (52)                          | 12 (54)                          | 10 (50)                          | 7 (45)                           | 4 (39)                           | 1 (34)                           | 4.7 (40.5)                       |
| 出典： 2009-12-05                |                                  |                                  |                                  |                                  |                                  |                                  |                                  |                                  |                                  |                                  |                                  |                                  |                                  |